# Синичино (Гагаринский район)
Синичино — деревня в Гагаринском районе Смоленской области России. Входит в состав Пречистенского сельского поселения.
Расположена в северо-восточной части области в 18 км к северо-западу от Гагарина, в 27 км севернее автодороги М1 «Беларусь». В 21 км юго-восточнее деревни расположена железнодорожная станция Гагарин на линии Москва — Минск.

## История
В годы Великой Отечественной войны деревня была оккупирована гитлеровскими войсками в октябре 1941 года, освобождена в марте 1943 года.